# Vacina contra hepatite B
Vacina contra hepatite B, do tipo inativada, produzida no Japão.
A vacina contra a hepatite B é uma vacina que previne a hepatite B. Recomenda-se que a primeira dose seja administrada no prazo de 24 horas após o nascimento, sendo posteriormente administradas mais duas ou três doses. A recomendação inclui bebés prematuros e bebés imunossuprimidos, como os que nascem com VIH. A vacina é também recomendada para profissionais de saúde. Em pessoas saudáveis, a vacinação de rotina oferece proteção a 95% das pessoas vacinadas.
A vacina é administrada através de injeção intramuscular. Em pessoas de elevado risco recomenda-se a realização de análises ao sangue para confirmar a eficácia da vacina. Em pessoas imunossuprimidas podem ser necessárias doses adicionais, embora para a maior parte das pessoas não sejam necessárias. Em pessoas não vacinadas que tenham sido expostas ao vírus da hepatite B, para além da vacina recomenda-se a administração de imunoglobulina humana contra a hepatite B.
Os efeitos adversos graves da vacina contra a hepatite B são muito pouco comuns. O efeito adverso mais comum é dor ligeira no local da injeção. A vacina é segura durante a gravidez e amamentação. A vacina não está associada ao síndrome de Guillain-Barré. As vacinas atuais são produzidas com técnicas de ADN recombinante. A vacina está disponível de forma individual ou em associação com outras vacinas.
A primeira vacina contra a hepatite B foi aprovada nos Estados Unidos em 1981. A primeira versão recombinante foi introduzida no mercado em 1986. A vacina faz parte da Lista de Medicamentos Essenciais da Organização Mundial de Saúde, os medicamentos mais seguros e eficazes imprescindíveis num sistema de saúde. À data de 2014, o custo a retalho em países em vias de desenvolvimento era de 0,58–13,20 dólares por dose.